# Johnny Logan (strip)
Johnny Logan je talijanski komični strip koji prikazuje život grupe detektiva u Italiji krajem prošlog stoljeća. Autor stripa je Romano Garofalo, a crtač Leone Cimpellin.

## Izdanja
U Hrvatskoj je strip izdavala kuća Vjesnik. Koštao je između 10 i 40 dinara, te se jedna epizoda Logana izdavala između četiri ili pet epizoda stripa Alan Ford. Kasnije su tako izlazili i drugi stripovi kao što je Timothy Tatcher. Prevodio ga je Nenad Brixy.

## Povijest
Premijera stripa je bila u srpnju 1972. godine. Scenarij je pisao Romano Garofalo, a crtač je bio Leone Cimpellin pod pseudonimom Ghilbert. Ukupno su napravili 77 epizoda stripa, a kod nas je izdana 21 epizoda. 
U početku je strip postigao golemi uspjeh, s nakladom od 100.000 primjeraka mjesečno i klubovima obožavatelja diljem Italije. Objavljivan je i u Francuskoj, Grčkoj i Jugoslaviji. Zbog opake satire koja nije poštedjela nikoga, ni Crkvu, ni policiju ni vojsku, stižu pritisci na Garofala da se serijal ukine. Ipak, to nije bilo uspješno te strip ide dalje. Junaci stripa su se prikazivali i u animiranoj seriji Supergulp koja se emitirala na kanalu RAI 2. Međutim, u kasnijim sedamdesetima strip počinje gubiti na popularnosti i prestaje izlaziti u prosincu 1978. U Hrvatskoj je prva epizoda "Crni tigrovi" (#173) objavljena 1980., a zadnja, "C.T. protiv C.T." pod brojem #295. Objavljivao se između nekoliko epizoda Alana Forda. Međutim, nisu objavljivane po pravilnom redoslijedu.

## O stripu

### Mjesto i vrijeme radnje
Radnja se odvija u gradu Milanu u Italiji. Vrijeme radnje nije strogo određeno, ali se uzima da su to sedamdesete godine prošlog, dvadesetog stoljeća.

### Sinopsis
Johnny Logan je glavni junak, izumitelj i član "Crnih tigrova", grupe tajnih agenata koja se u Italiji i šire bori protiv ucjena, terora, pljački, namještanja u sportu i sl. Johnny Logan u svakoj epizodi upada u razne nevolje te ima neki slučaj za riješiti, što i uspijeva zajedno sa svojim prijateljima. Grupa ima više članova, od kojih svatko ima poseban karakter i svoju ulogu, a sve ih na okupu drži Profa, šef grupe koji ih vodi i šalje na razne zadatke.

## Likovi

### Članovi grupe C.T.
- Johnny Logan - izumitelj i član grupe, uvijek oblači kostim grupe prije odlaska u akcije te ga često nosi.[2] On vozi Mini Cooper kojeg je preuredio, a koji ima registraciju Rimini 0077 (grad Rimini je mjesto Garofalovog rođenja). Johnny Logan je hrabar, iskren i pravedan, te je uvijek spreman otkriti istinu.

- Ben Zubatti - nestašni član grupe, svađalica i sitni lopov, koji voli krasti jelo od farmera i iz restorana. Zubatti podsjeća na Boba Rocka iz stripa "Alan Ford". U jednoj epizodi se otkriva da ima strica Anselma koji živi na selu.[3]

- Gigi Govedina - snagator i vrlo jak čovjek, te najbolji prijatelj Bena Zubattija. Gigi je također i glup te naivan. Naivno vjeruje svemu što vidi.[4]

- Hokus Pok - čarobnjak i prevarant, koristi čarobne moći ali uvijek želi i zaraditi što više, koristeći situaciju na najbolji način. Recimo, za vrijeme potrošačke groznice za kupnjom lavova, prodavao ih je.[5] Njegove čarobne moći su vrlo velike, pa tako može stvarati i uklanjati stvari, upravljati predmetima i hipnotizirati druge.

- Profa - misteriozni šef grupe, vođa koji ih šalje na razne zadatke. Profa živi u stanu sa svojim mačkom i vrlo je škrt.

- Aristid - Profin mačak koji je uglavnom lijen, ali zna pomoći grupi.

- Baka - kuharica grupe, kuha jela koja jedu drugi članovi.

### Sporedni likovi
- Inspektor Kiks - tupavi šef policije u Milanu koji pokušava riješiti slučajeve, te ne voli Profu i Crne tigrove jer uvijek ispadnu pametniji od njega.

- Bang i Beng - agenti blizanci koji se često sudaraju glavama.

- Farmer - čovjek od kojeg Ben i Gigi često kradu životinje, a on ih poslije lovi puškom.

### Negativci
U Johnnyju Loganu nema toliko negativaca, posebno nema nekog velikog arhinegativca koji se pojavljuje više puta, kao što je to Superhik u "Alanu Fordu" ili Profesor Hellingen u "Zagoru". Ipak, pojavljuju se neki negativci:
- Transformik - loša kopija Johnnyja Logana, ali i njegov dvojnik u istom kostimu. Živi u stanu s ružnom ženom, a po danu pljačka banke.

- Mamy Killer - debela vođa bande pljačkaša iz prve epizode "Crni tigrovi".

- Don Ciccio i Don Gino - veliki rivali i šefovi mafija na Siciliji.

- Ludi skretničar - luđak koji otima autobuse po gradu.

- Mister Buldrock - mafijaš iz doba Divljeg Zapada za kojeg rade mnogi ljudi, i koji je htio posjedovati cijelu dolinu, zbog čega je prvo morao ubiti baku Betsy.

- Samuraj - luđak koji sije strah na stadionu i mrzi Juventus.

- Modrobradi - mesar koji otima debele žene praveći se da je redatelj.

- Doktor Pilikost - patuljasti doktor i ludi znanstvenik koji želi da svi budu niži od metra pa će on biti najviši.

- Joe Rim - američki kriminalac koji je oteo rimske znamenitosti i doveo ih u Ameriku gdje je htio osnovati Novi Rim.

- Tomasi - Profin zli brat blizanac, ludi znanstvenik i vođa bande pljačkaša.

## Popis epizoda

### Epizode objavljene u Hrvatskoj
1. Crni tigrovi
2. Namještaljka
3. Tko je ukrao Koloseum
4. Mafija ne postoji
5. Krimić na utrci oko Italije
6. Veliki derbi
7. Modrobradi
8. San ljetnog dana
9. Transformikova tajna
10. Čudna bolnica doktora Pilikosta
11. Provincijalac u gradu
12. Kockari
13. Reklama
14. Istina o Profi
15. Priča s Divljeg Zapada
16. Od proizvođača do potrošača
17. Ratnik na stadionu
18. Grozote u Kempu
19. Remek-djelo
20. Ludi skretničar
21. C.T. protiv C.T.